# Cò ke không cuống
Cò ke không cuống (danh pháp khoa học: Grewia sessilifolia) là một loài thực vật có hoa trong họ Cẩm quỳ. Loài này được Gagnep. mô tả khoa học đầu tiên năm 1910.